# Grupo Hochschild-Mostow
En matemáticas, el Grupo Hochschild-Mostow, presentado en el año 1957 por Hochschild y Mostow, es el grupo algebraico universal generado por un grupo.